# Autorretratos de Vincent van Gogh

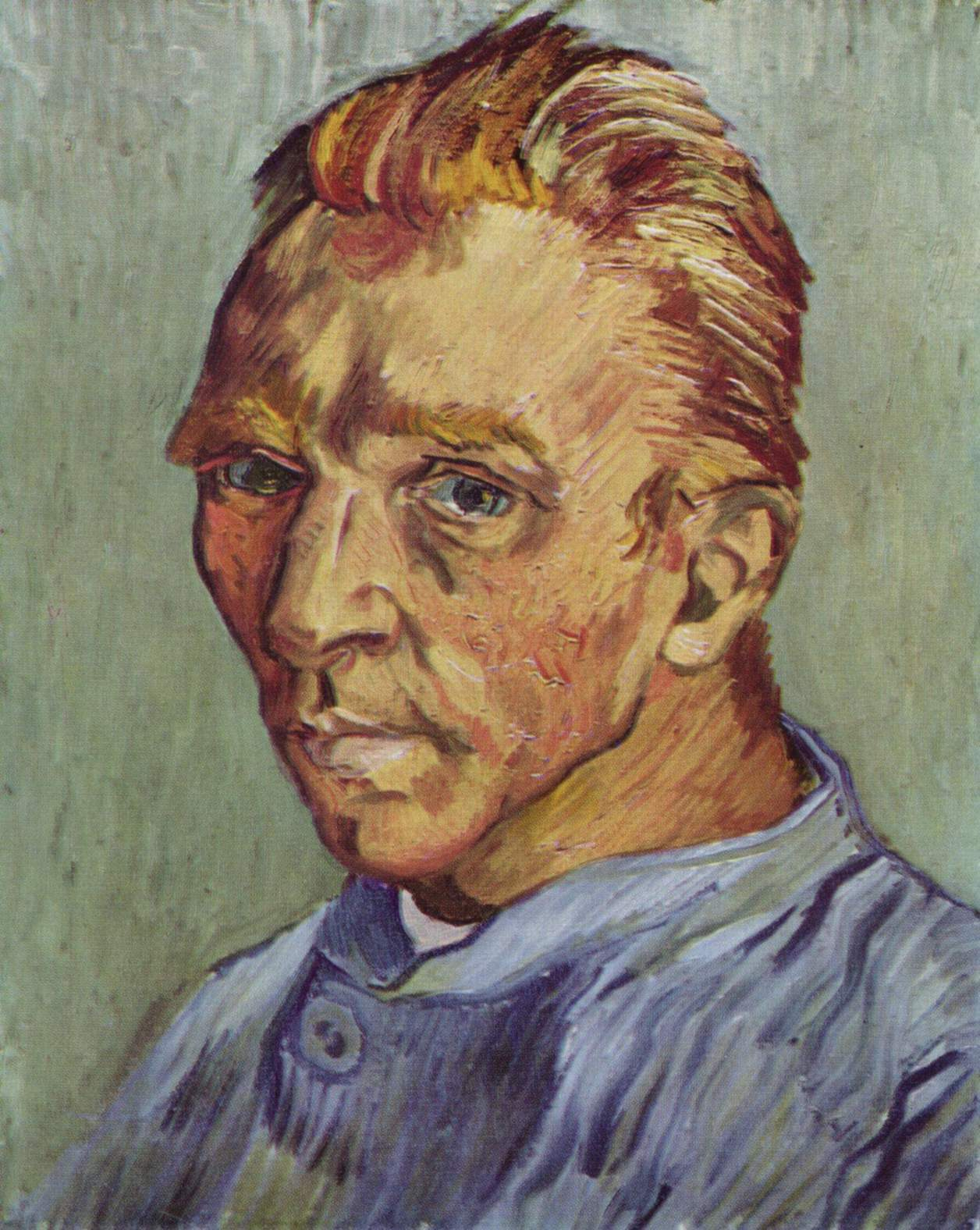
Vincent van Gogh - Autorretrato sem barba, final de setembro de 1889. Este pode ter sido o último autorretrato de Van Gogh. Dado como presente de aniversário para sua mãe.

Os Autorretratos de Vincent van Gogh são um conjunto de pinturas e desenhos que retratam o pintor holandês entre 1886 e 1889. Durante sua carreira artística, Van Gogh representou-se em mais de quarenta pinturas e desenhos. Os estudiosos da Autorretratística tentam, atualmente, desvendar o que os autorretratos de van Gogh podem revelar sobre sua vida e obra
Van Gogh pintou autorretratos em diversas ocasiões. Muitas destas telas são pequenas: estes testes permitem-lhe experimentar as técnicas artísticas que descobre. Os seus autorretratos refletem as suas escolhas e as suas ambições artísticas em constante evolução. As pinturas variam em intensidade e cor e o artista representa a si mesmo com barba, sem barba, com chapéus diferentes, com sua bandagem que representa a época em que cortou a orelha, etc. A maioria de seus autorretratos é feita em Paris. Todas as feitas em Saint-Rémy-de-Provence mostram a cabeça do artista à esquerda, ou seja, no lado oposto da orelha mutilada. Vários dos autorretratos de Van Gogh retratam seu rosto refletido em um espelho, ou seja, seu lado esquerdo para a direita e seu lado direito para a esquerda. Ele se pintou 37 vezes no total. No entanto, durante os últimos dois meses da sua vida, em Auvers-sur-Oise, e apesar da sua produtividade, não pintou quaisquer autorretratos. O seu Autorretrato sem Barba, que data do final de setembro de 1889, é uma das pinturas mais caras do mundo, vendida por 71,5 milhões de dólares em 1998, em Nova Iorque.
Embora a sua carreira tenha sido breve, Vincent van Gogh provou ser um artista excepcionalmente prolífico e inovador. Tendo experimentado uma variedade de temas – paisagem, natureza morta, retratos – foram os seus autorretratos que passaram a defini-lo como artista. Tal como o seu antecessor, Rembrandt van Rijn, Van Gogh foi um praticante dedicado e investigador da arte do autorretrato, empreendendo as suas primeiras incursões logo após a sua chegada a Paris em março de 1886 e executando as suas últimas e culminantes obras durante a sua estadia no asilo de Saint-Paul-de-Mausole em Saint-Rémy.
A obra de Vincent van Gogh é uma narrativa visual pungente de introspecção, expressão e inovação. Entre as suas contribuições para o mundo da arte, os seus autorretratos ocupam um lugar de destaque, oferecendo uma janela para a alma de um homem que viveu entre a genialidade e a angústia

## Cronologia dos Autorretratos

### Paris 1886-1888

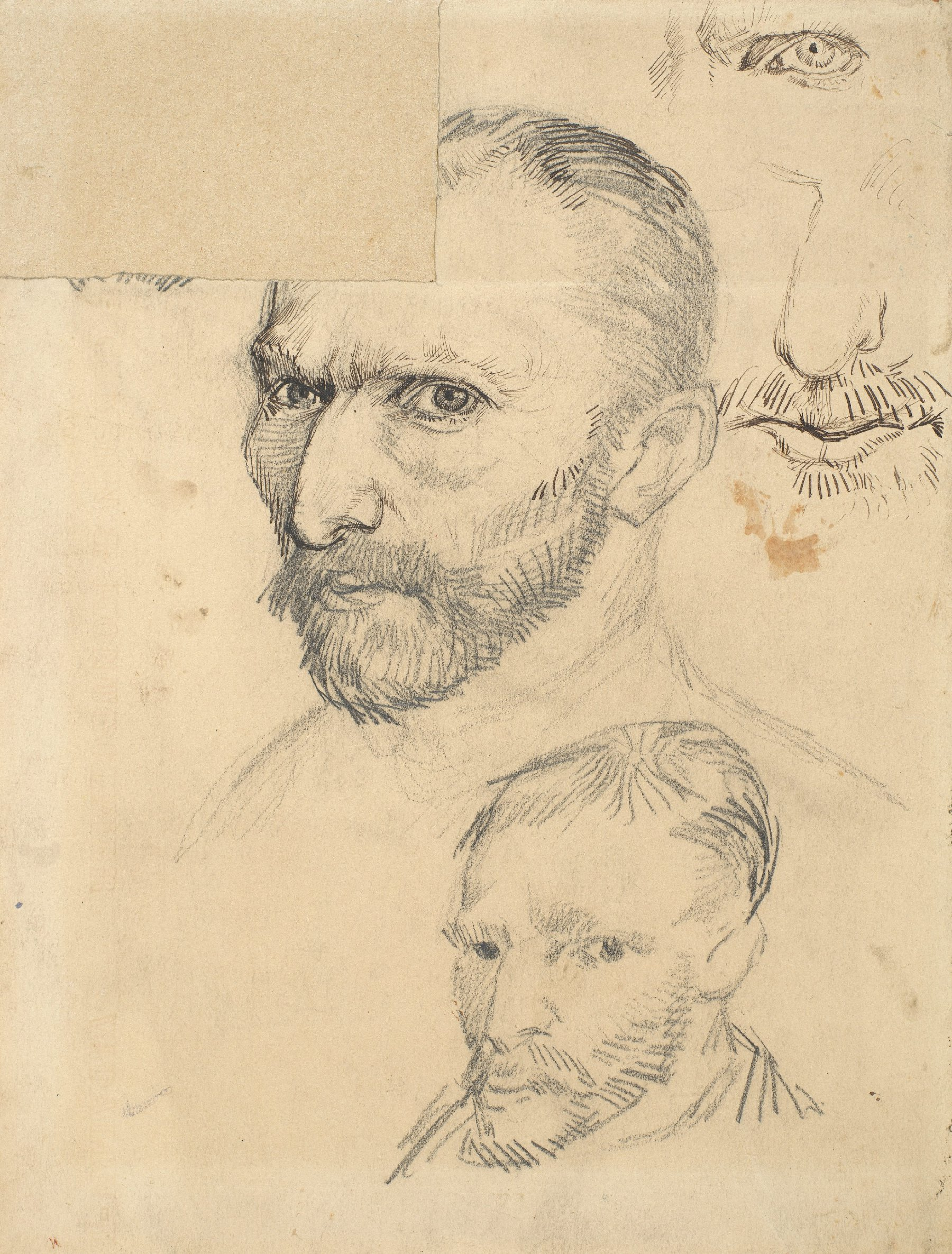
Dois Autorretratos, desenho, Paris, 1886, Museu Van Gogh, Amsterdã.
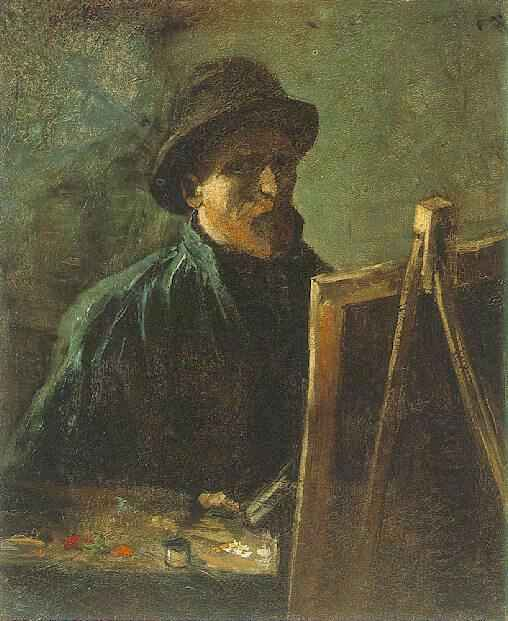
Autorretrato  ao Cavalete 1886, Museu Van Gogh, Amsterdã.
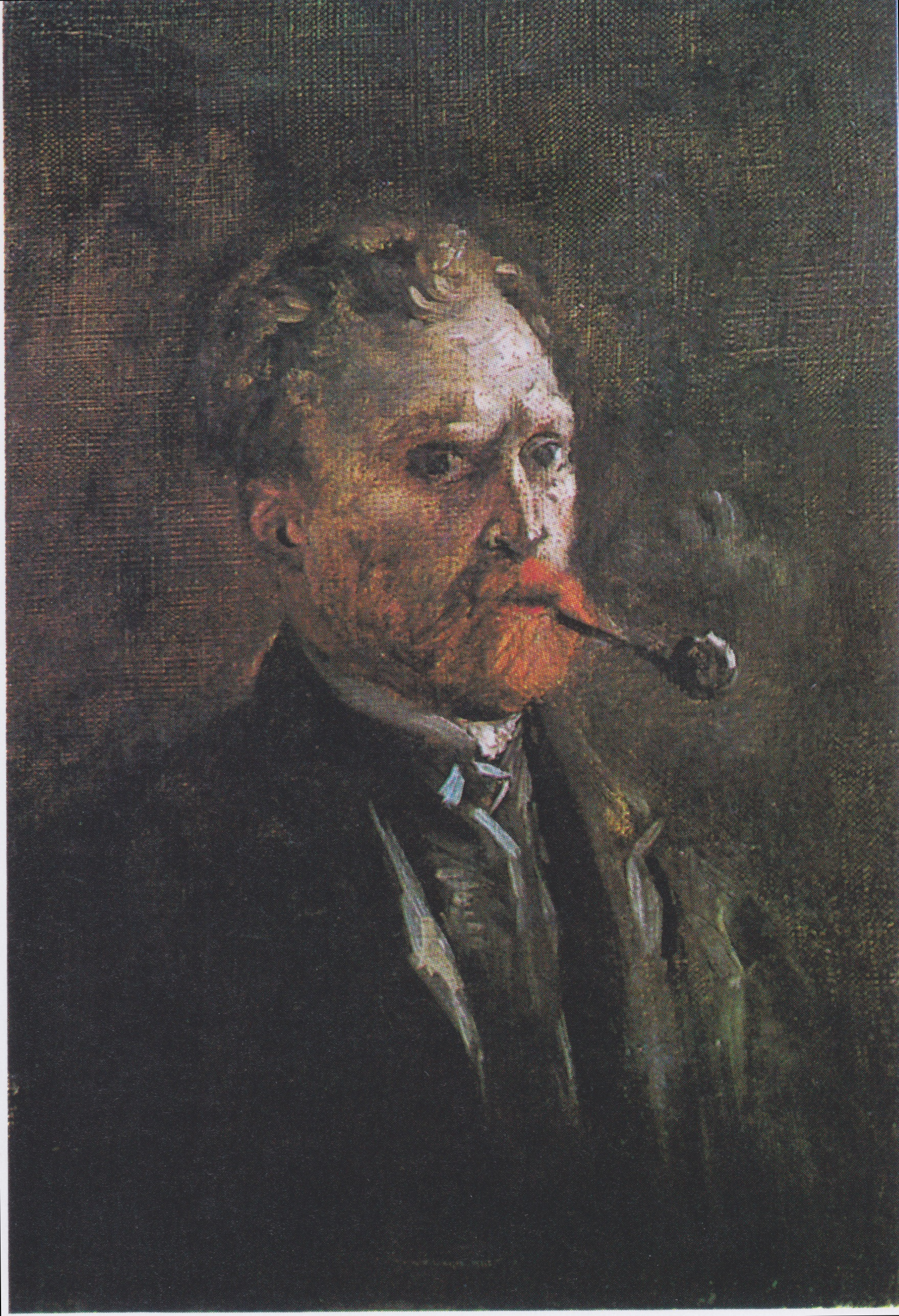
Autorretrato com Cachimbo, 1886, Museu Van Gogh, Amsterdã.
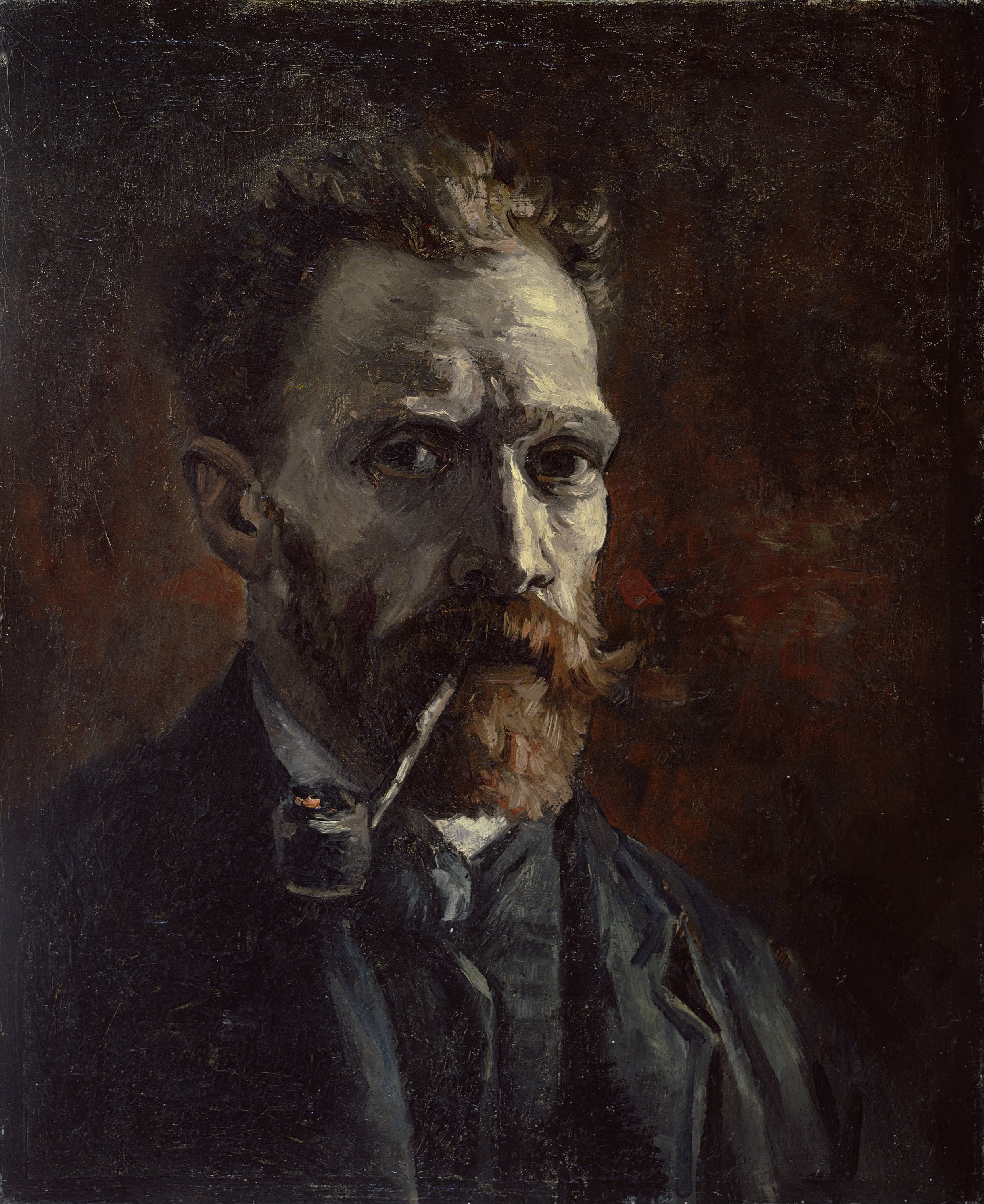
Autorretrato com Cachimbo, 1886, Museu Van Gogh, Amsterdã.
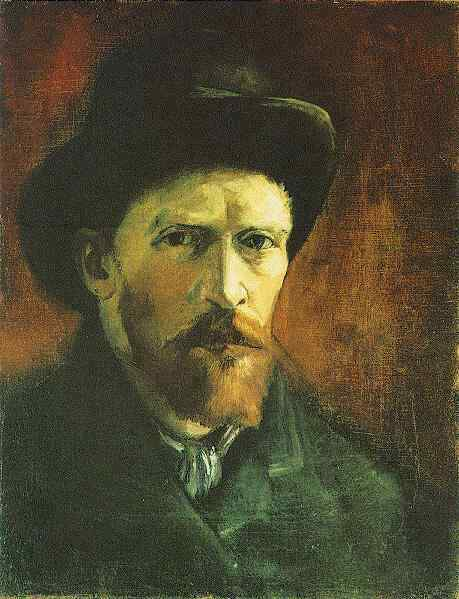
Autorretrato com Chapéu de Feltro Escuro, 1886 Museu Van Gogh, Amsterdã.

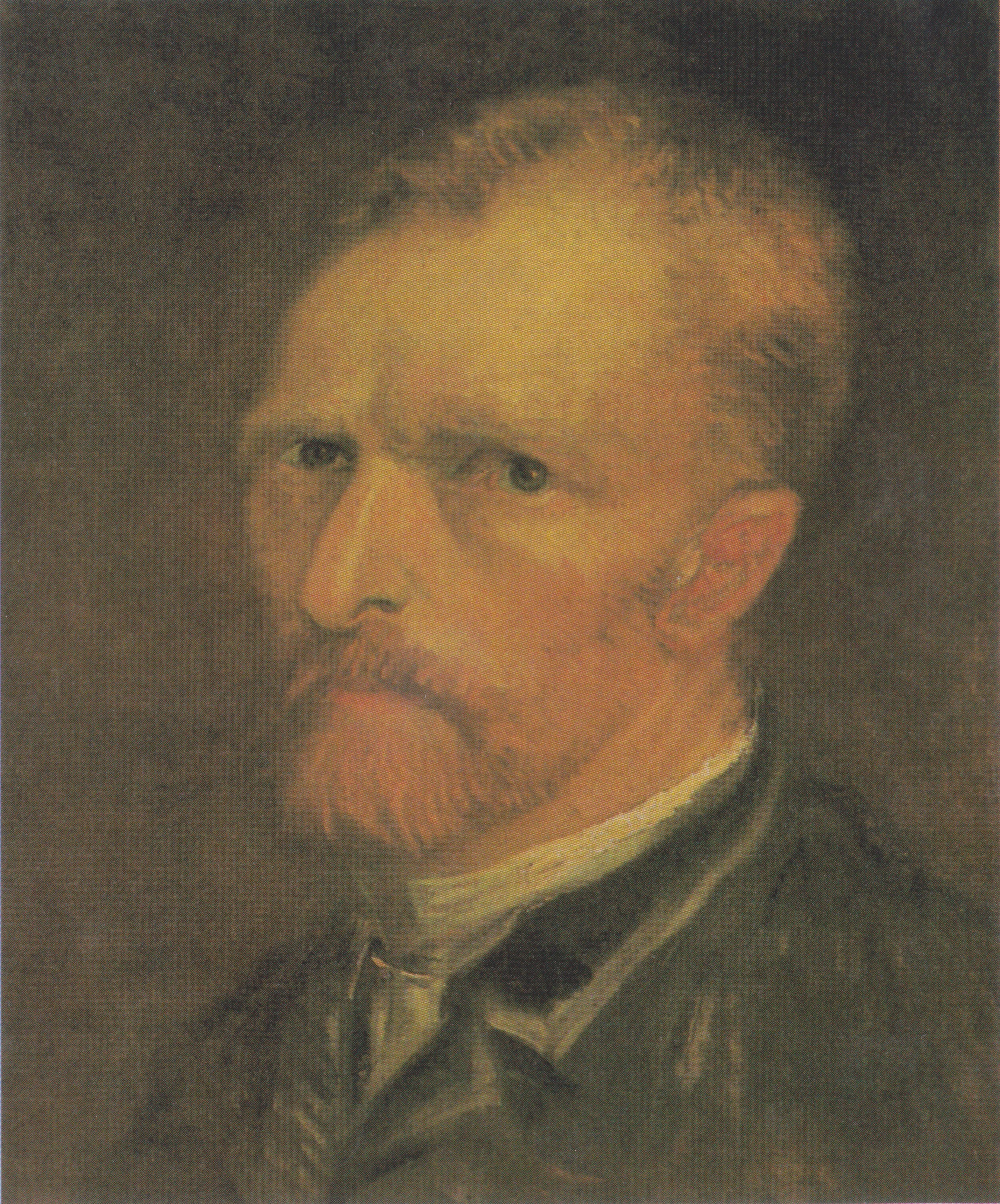
Autorretrato, outono, 1886, Paris, Museu Municipal de Haia, Haia
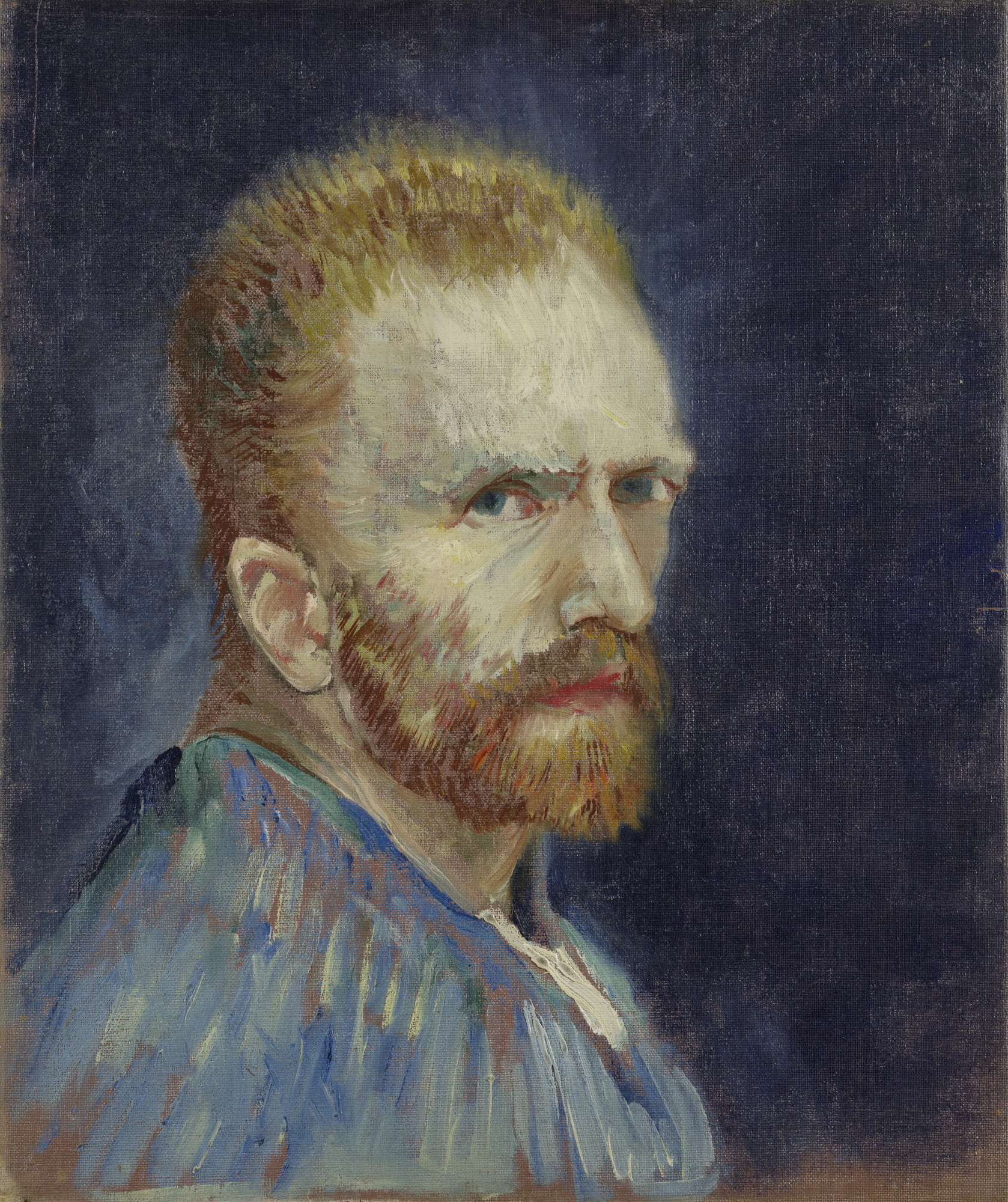
Autorretrato, inverno, 1886-87, Wadsworth Atheneum, Hartford
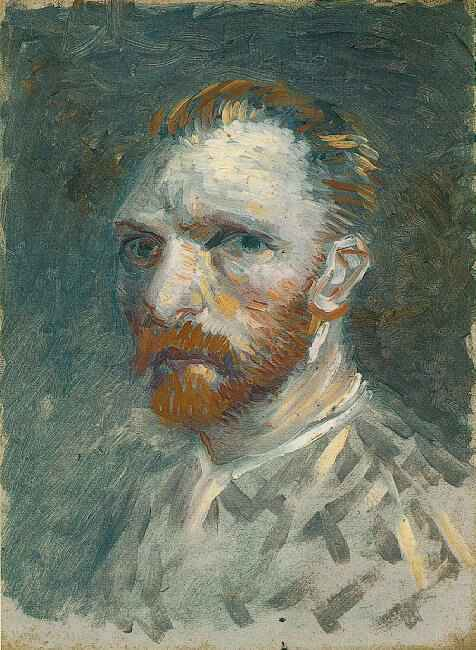
Autorretrato, inverno, 1886-87, Museu Van Gogh, Amsterdam
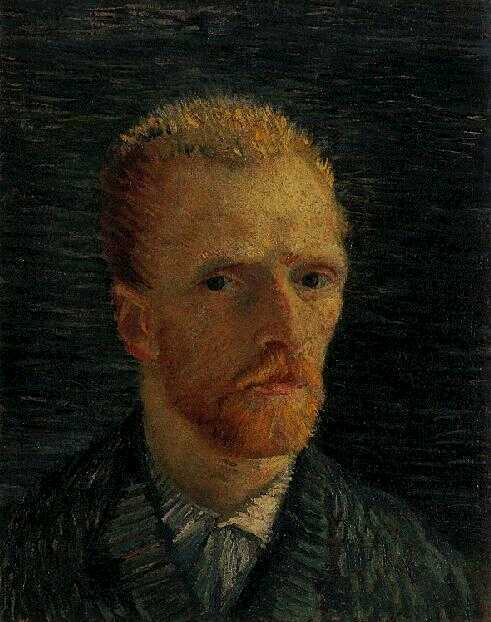
Autorretrato, inverno, 1886-87, Museu Van Gogh, Amsterdam
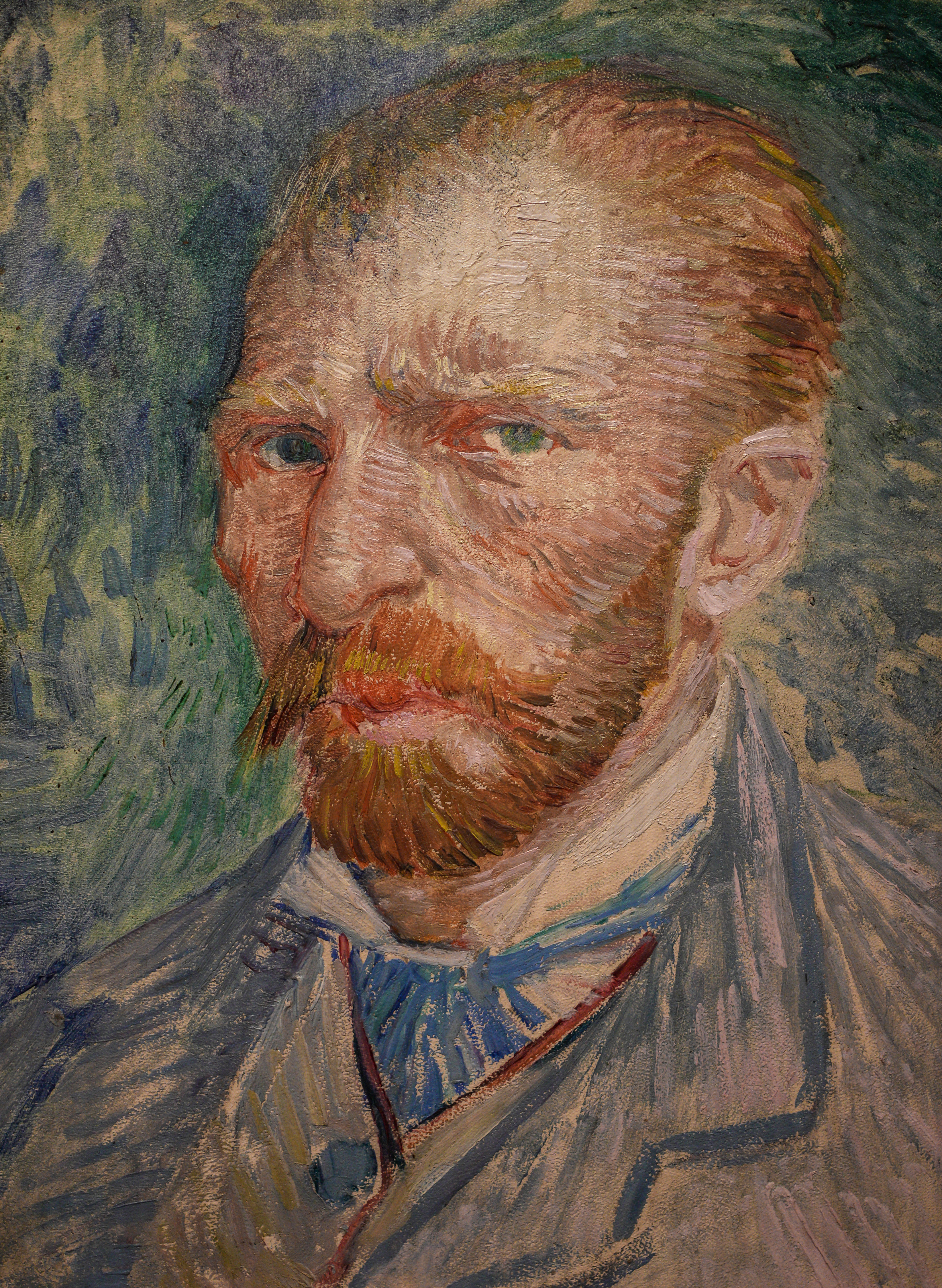
Autorretrato, inverno, 1886-87, Museu Kröller-Müller, Otterlo
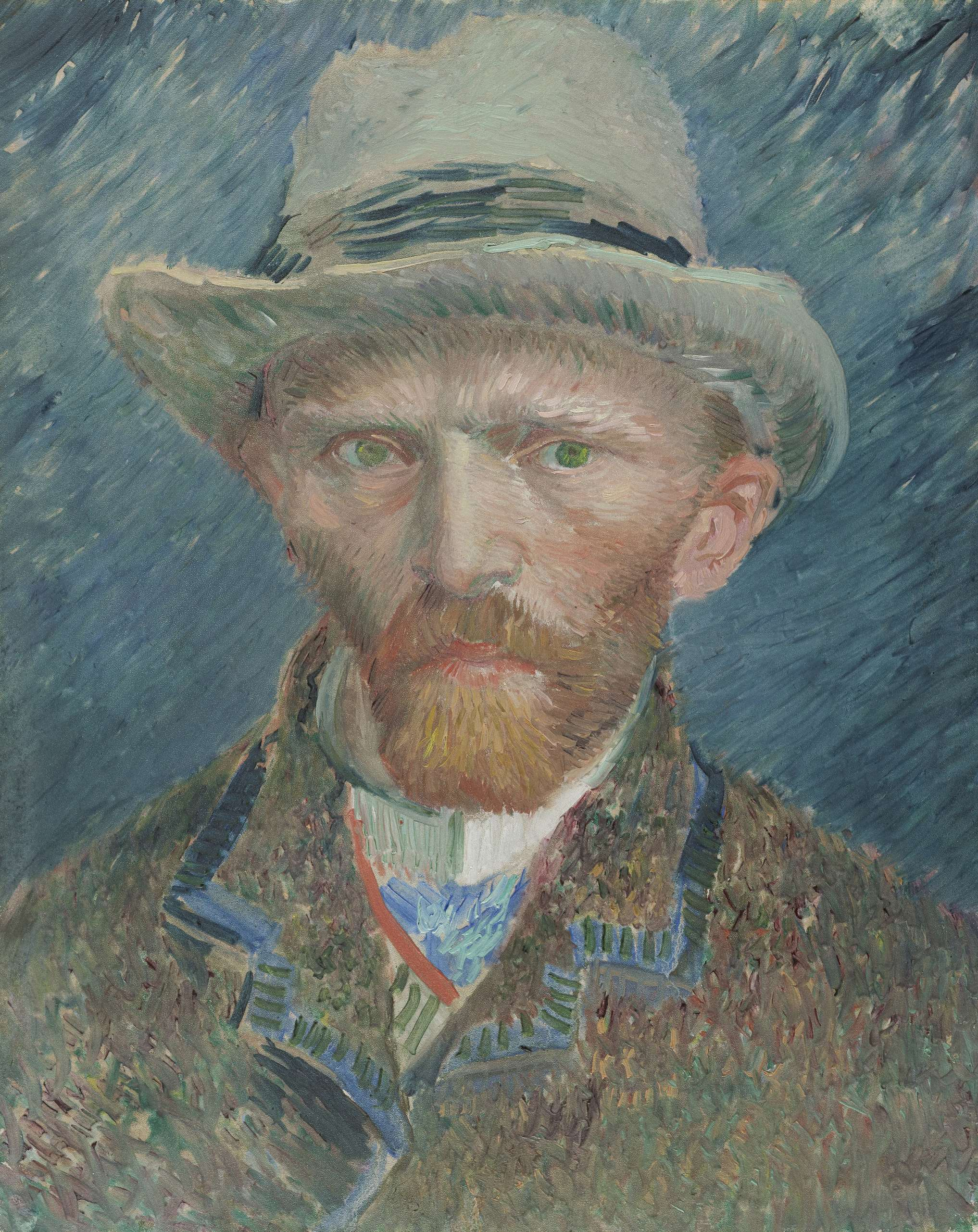
Autorretrato com Chapéu de Feltro Cinza, inverno, 1886-87, Rijksmuseum Amsterdam, Amsterdam

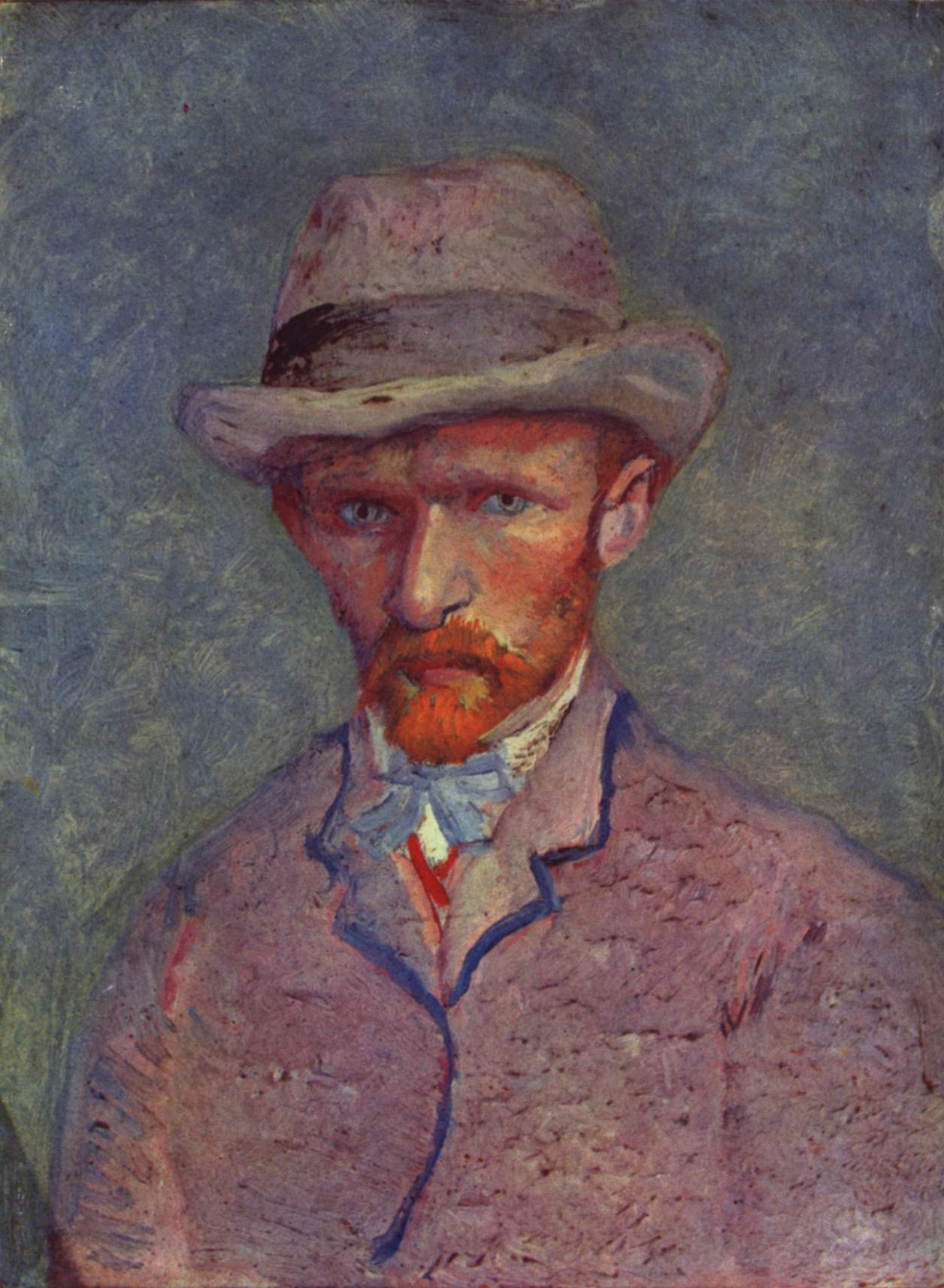
Autorretrato com chapéu cinza, 1887, óleo sobre papel, Museu Van Gogh, Amsterdam
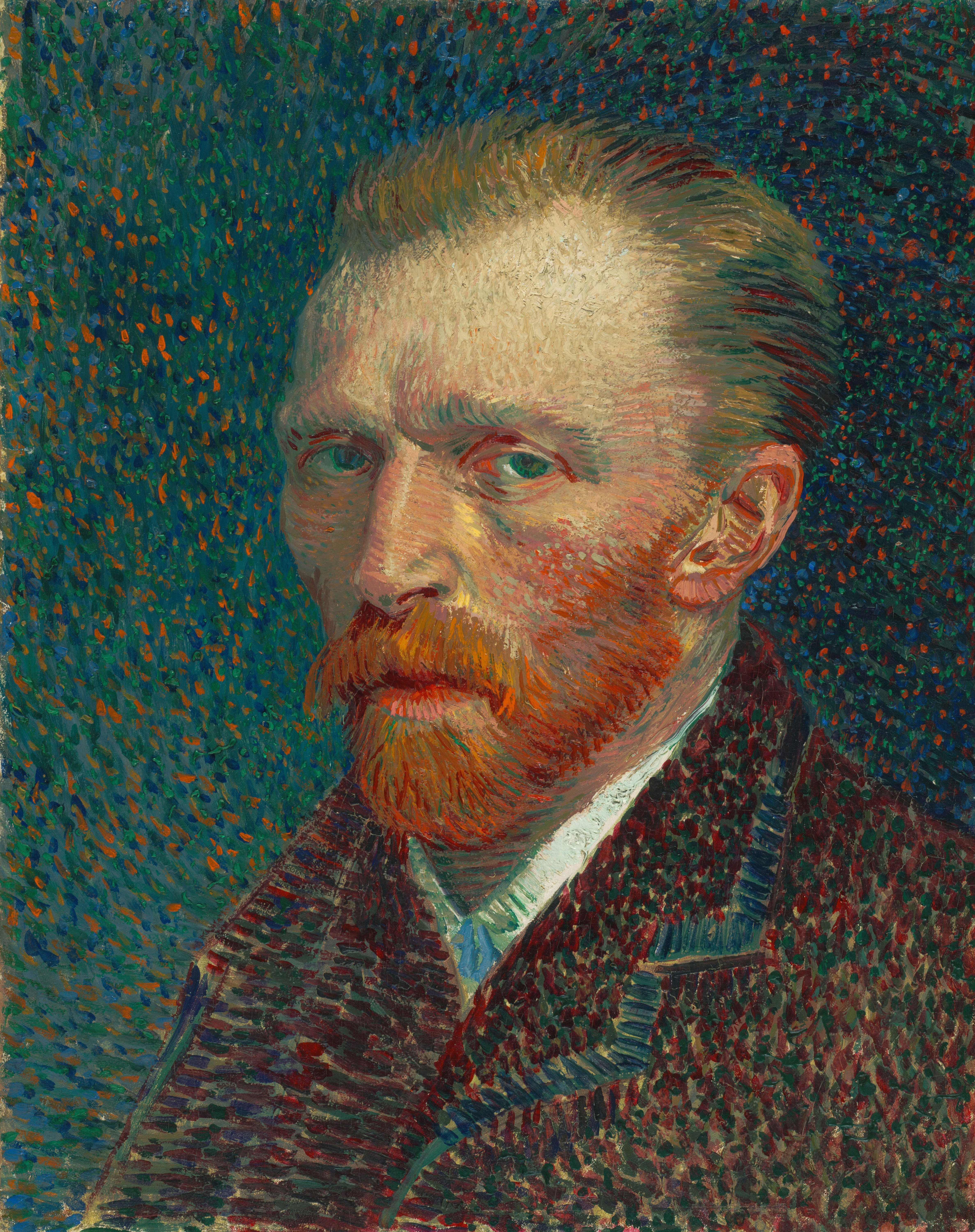
Autorretrato. 1887, óleo sobre papel, Art Institute of Chicago
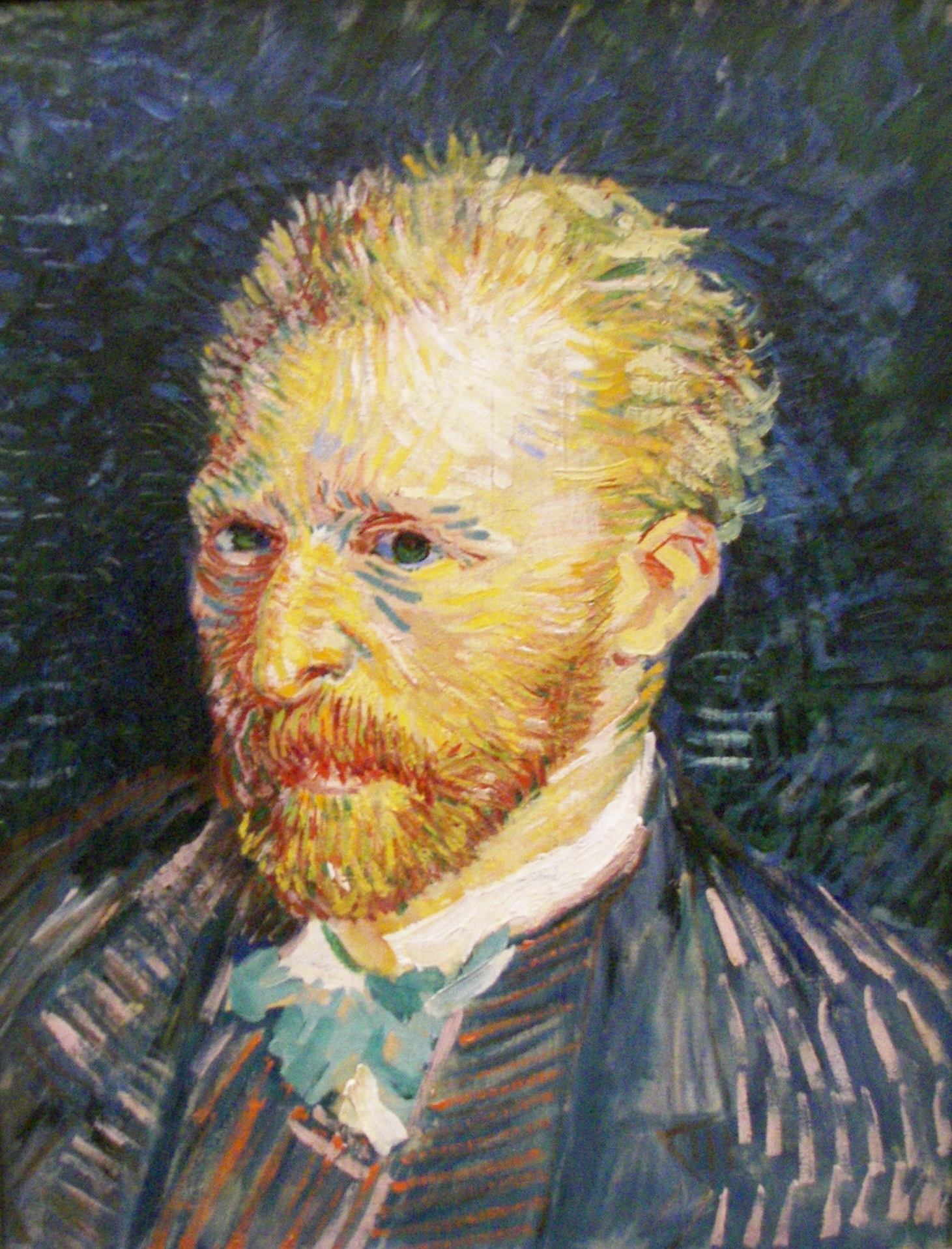
Autorretrato, 1887, Musée d'Orsay
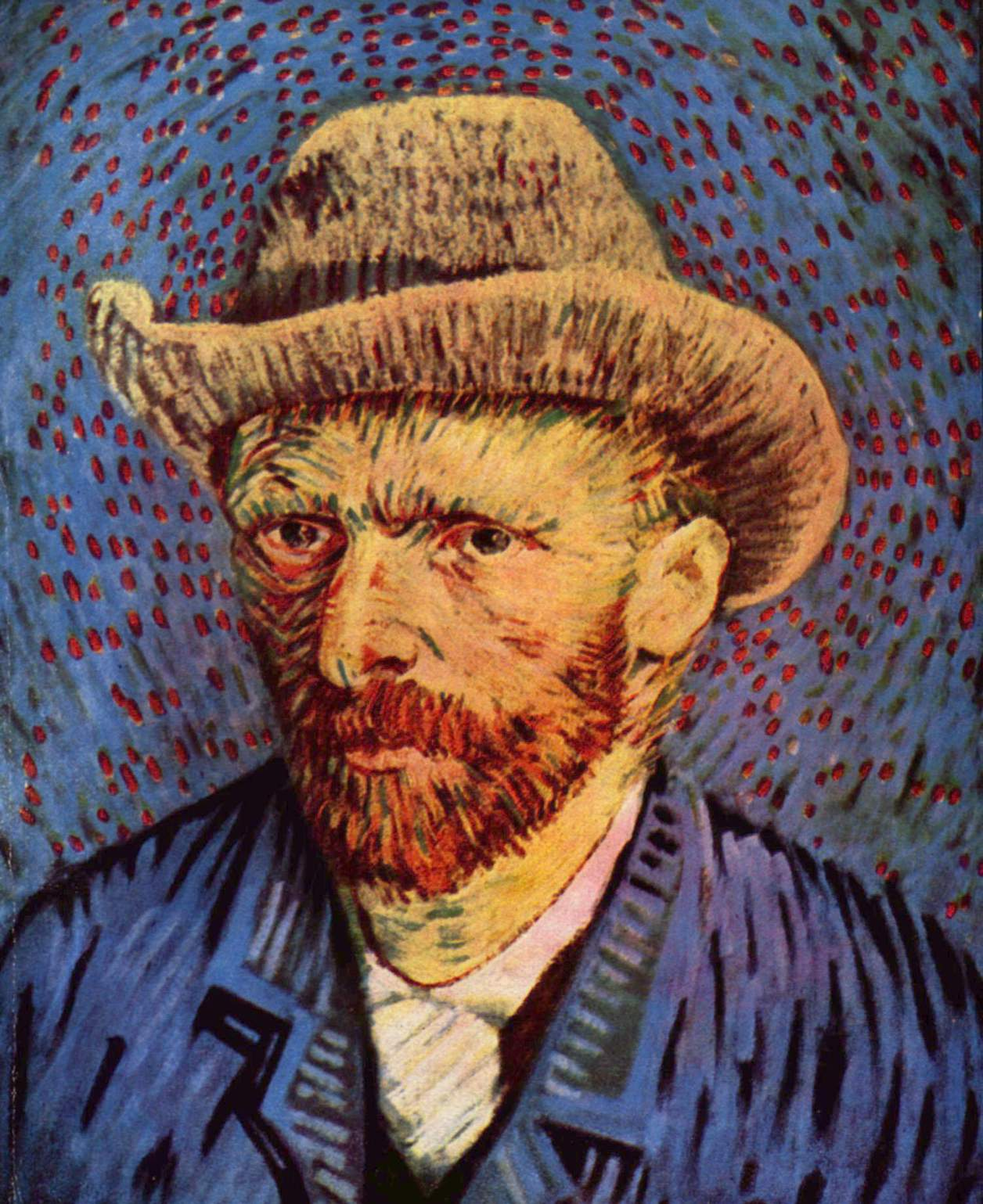
Autorretrato com um chapéu de feltro cinza, 1887 - 1888, Museu Van Gogh, Amsterdam
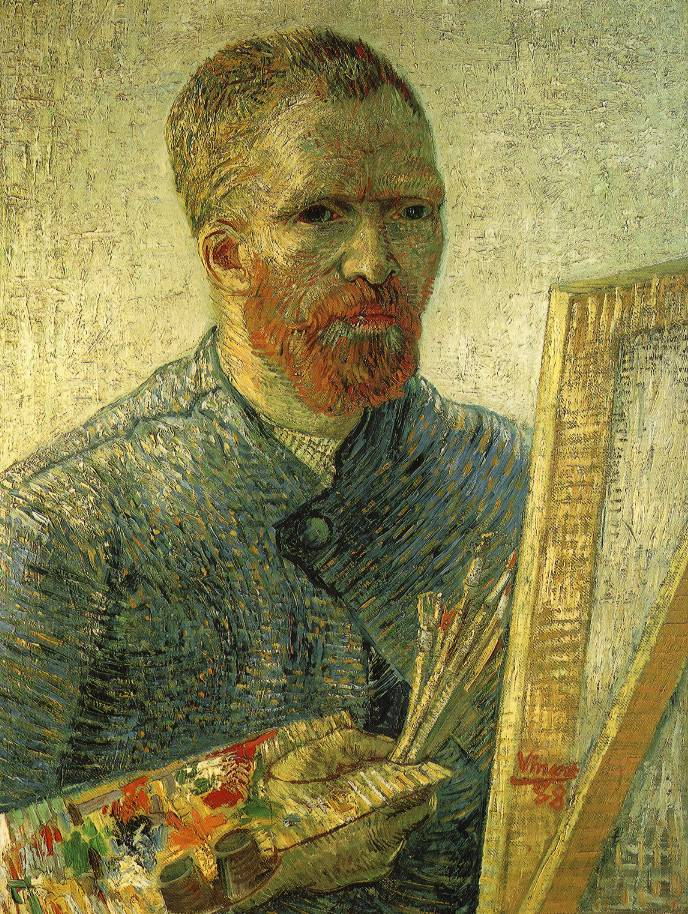
Autorretrato do Artista, 1888, Museu Van Gogh
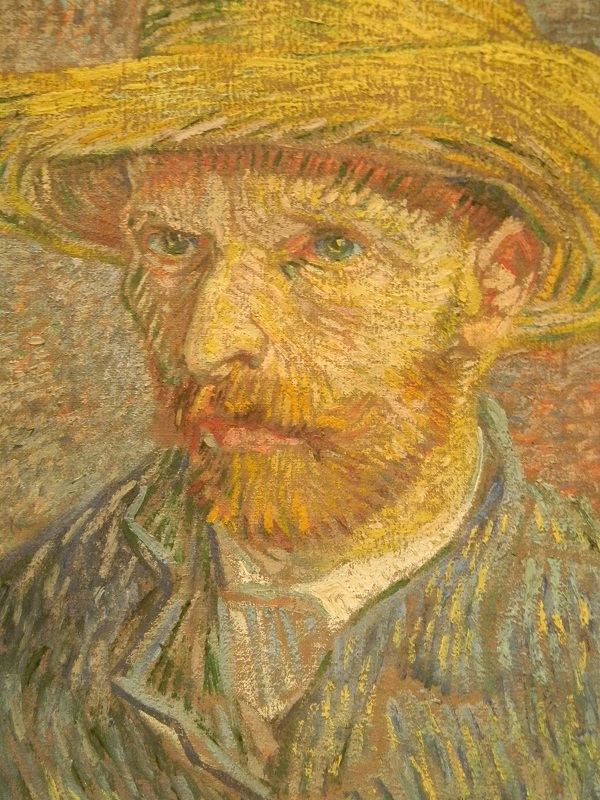
Autorretrato, 1887, Metropolitan Museum of Art

### Arles 1888-1889

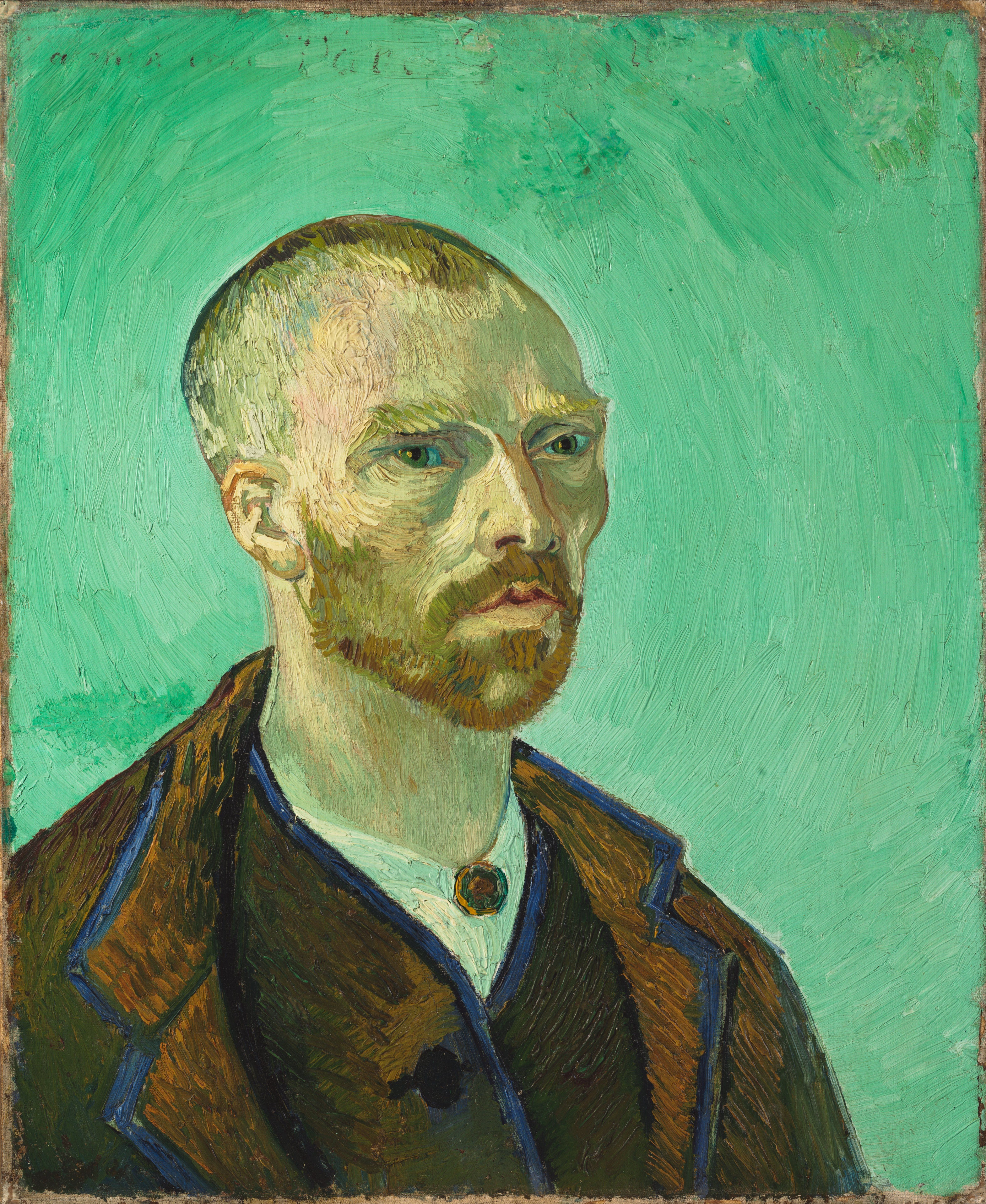
Autorretrato dedicado a Paul Gauguin, 1888, Fogg Art Museum
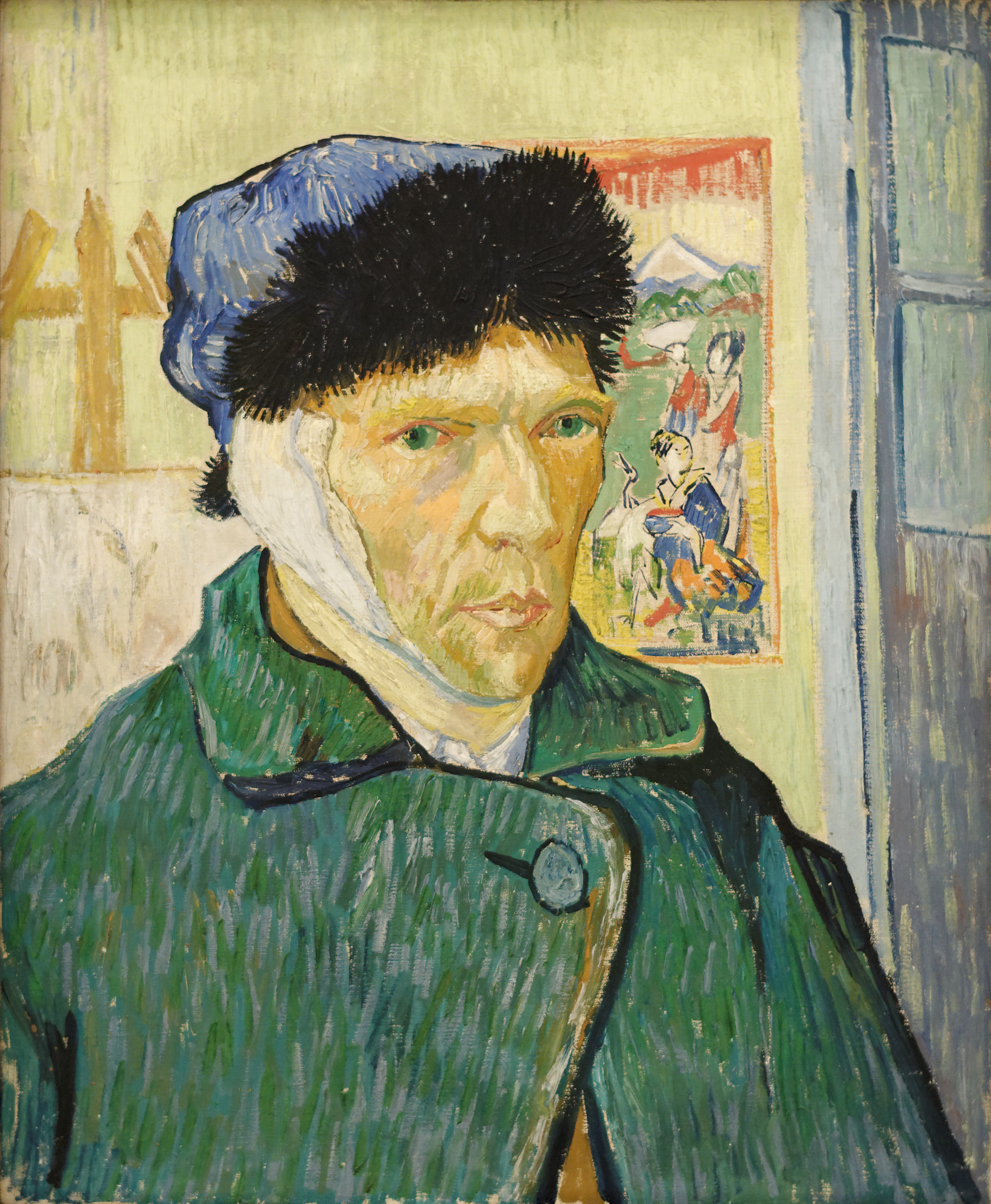
Autorretrato com a Orelha Cortada, 1889, Instituto Courtauld
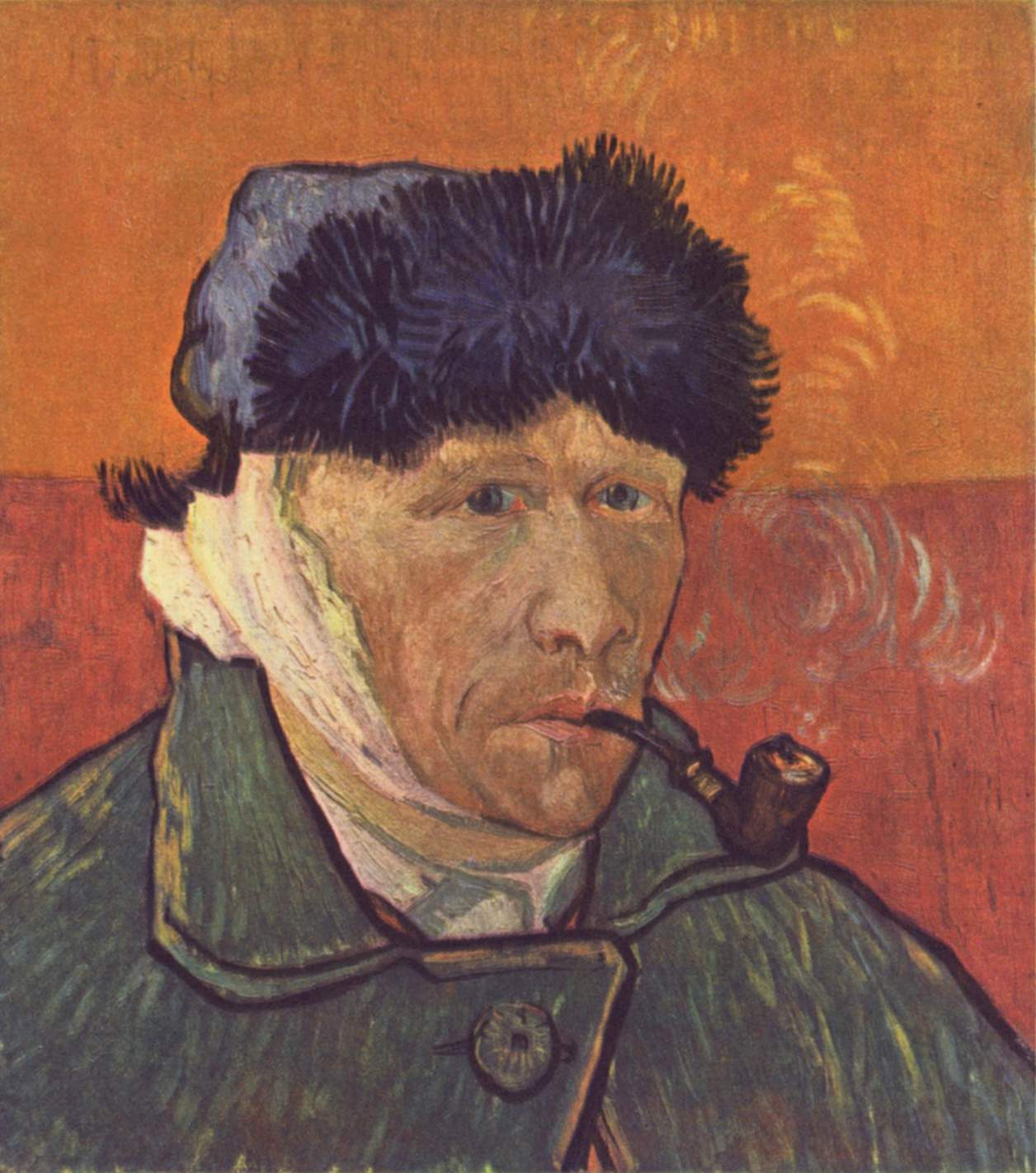
Autorretrato com orelha enfaixada e cachimbo, 1889, Coleção particular - alojado em Kunsthaus Zurich

### Saint-Rémy-de-Provence 1889
Van Gogh fez vários autorretratos no asilo do Mosteiro de Saint-Paul de Mausole porque ali lhe era difícil encontrar modelos para os seus retratos. Os autorretratos de Saint-Rémy-de-Provence mostram o perfil esquerdo do artista, do lado da orelha intacta. Em janeiro de 2020 o autorretrato do Museu Nacional de Arte, Arquitetura e Design de Oslo foi autenticado por especialistas do Museu Van Gogh. A pintura foi realizada em agosto de 1889 em Saint-Rémy, precedendo as de Orsay e da National Gallery.

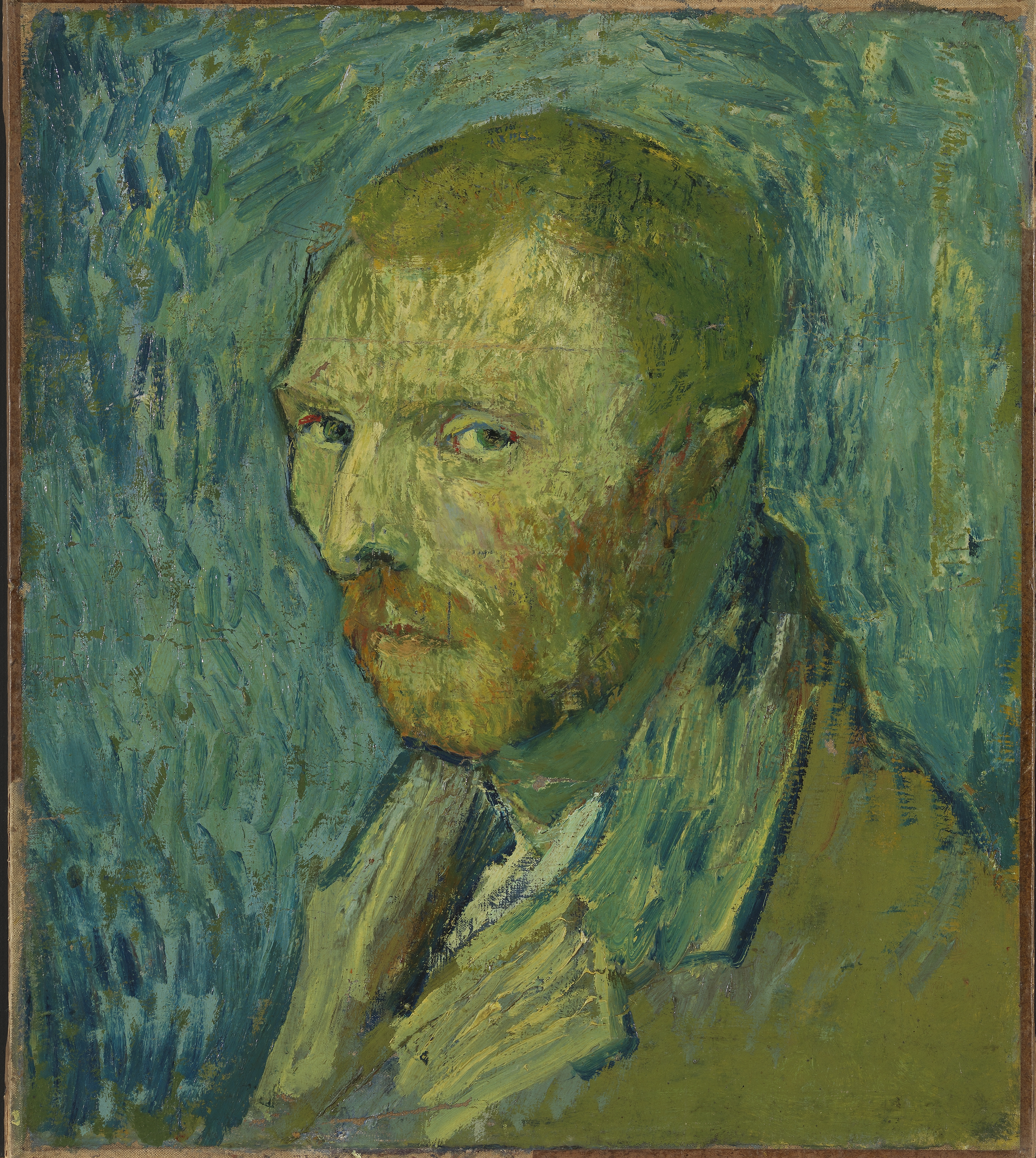
Autorretrato, 1889, Museu Nacional de Arte, Arquitetura e Design, Oslo
Autorretrato com paleta, 1889, Galeria Nacional de Arte, Washington, D.C.
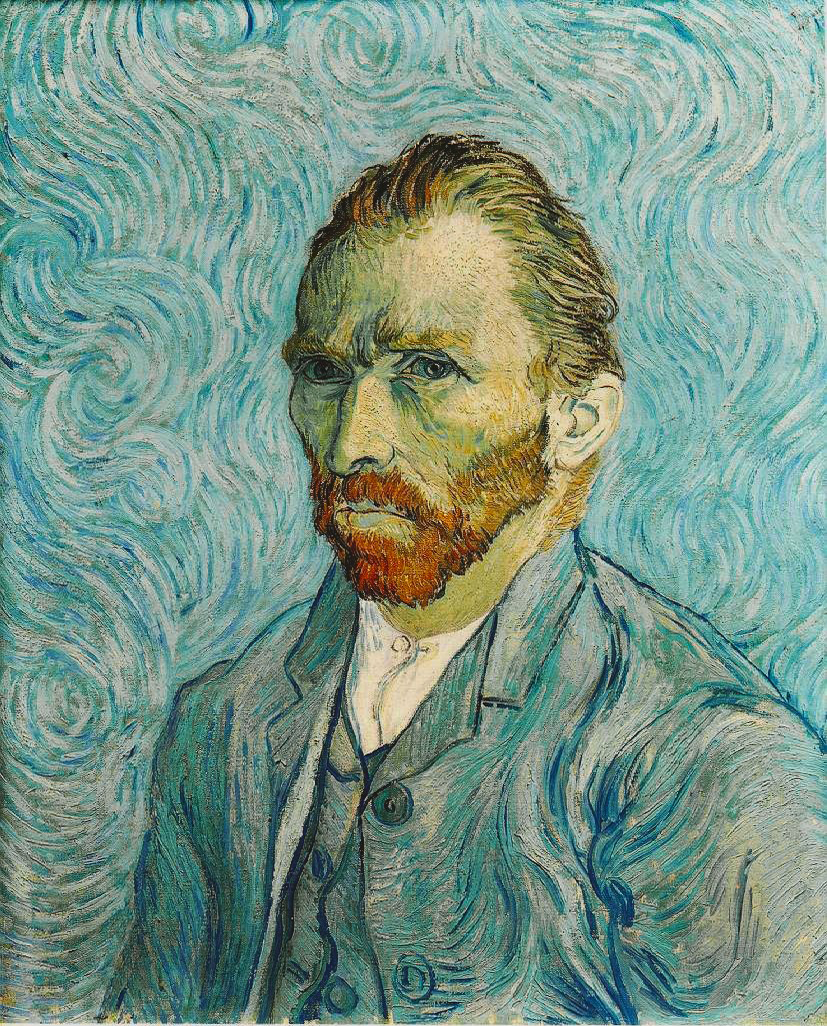
Autorretrato, 1889, Paris, Musée d'Orsay
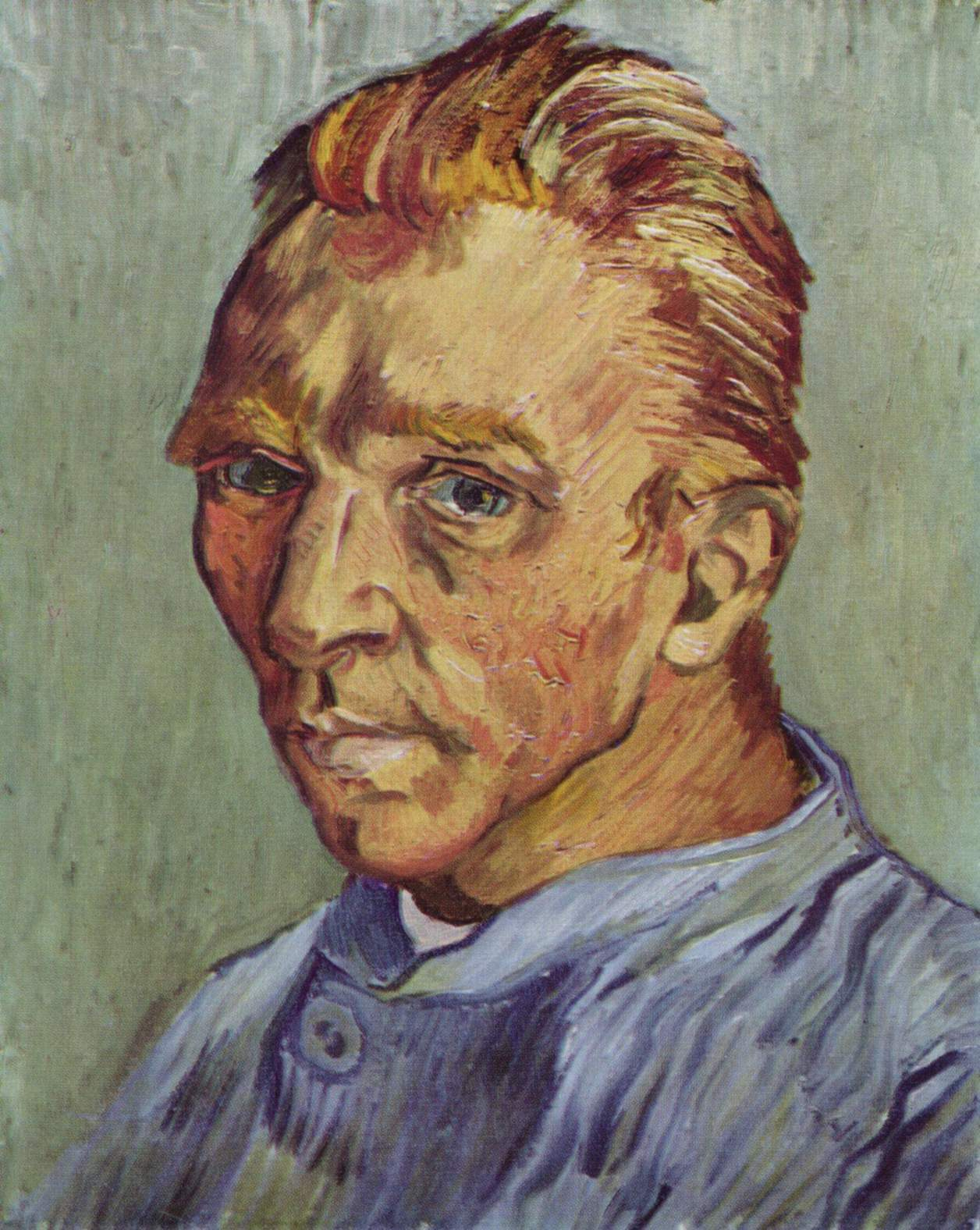
Autorretrato sem barba, 1889, Coleção Privada

.